# Albert Günther
Albert Charles Lewis Gotthilf Günther (ursprungligen Albrecht Carl Ludwig Gotthilf Günther), född 3 oktober 1830 i Esslingen am Neckar, död 1 februari 1914 i Kew Gardens, var en tysk-brittisk zoolog. Han var far till Robert Gunther.
Günther studerade teologi i Tübingen 1847-51; men efter att ha avslutat dessa studier övergick han till zoologi och medicin och blev 1853 filosofie doktor på avhandlingen Die Fische des Neckar. Han avlade medicinsk ämbetsexamen 1855 och blev kort därefter medicine doktor. 
Han reste därefter till London, där han 1858 anställdes vid British Museum och var 1875-95 föreståndare för dess zoologiska avdelning. På grundval av museets samlingar utarbetade han en rad skrifter. Han grundlade 1864 "Record of Zoological Literature", vars sex första årgångar han själv redigerade. 
Günther var ledamot av en mängd lärda sällskap, bland annat Royal Society i London samt Vetenskapssocieteten i Uppsala (1873) och svenska Vetenskapsakademien (1883).